# 四つのお願い
「四つのお願い」（よっつのおねがい）は、1970年4月10日に発売されたちあきなおみのシングルである。

## 解説
「第1回日本歌謡大賞」放送音楽賞受賞曲。当時のちあきは「お色気アイドル路線」といわれた。本曲で1970年の『第21回NHK紅白歌合戦』に初出場した。
発売されて1か月ほど経ってオリコンチャートのトップ10内に登場し、3週間後には最高位の4位を記録。累計売上は37.6万枚。ちあきにとって初めてのオリコントップ10入りを果たした作品で、レコード売上は「喝采」に次ぐ2番目のヒット作となっている。
ちあきは「『雨に濡れた慕情』はこういうデビュー曲でよかったわと思ってたんですけど、それが『四つのお願い』で、ああ、こりゃダメだ、この曲で私も終わりだと思った。私はどうも根が暗いせいか、ああいう明るい歌はダメなんですよ」と語っている 。
1970年にフジテレビ系列で放送されたバラエティ番組『祭りだ!ワッショイ!』のワンコーナー「おたのしみアニメ劇場（歌謡アニメ劇場）」で使用された。

## 収録曲
（全作曲：鈴木淳）
1. 四つのお願い [3:23]
作詞：白鳥朝詠／編曲：小谷充
2. 恋のめくら [2:55]
作詞：吉田央／編曲：森岡賢一郎

## カバー

### 日本
- ザ・ピーナッツ - 『華麗なる ザ・ピーナッツの世界 50年だよピーナッツ!』収録
- 伊東ゆかり - 『伊東ゆかり・しんぐるこれくしょん』収録
- 朝丘雪路 -　『男・女・経験　雪路ビッグ・ヒットを唄う』収録
- 由紀さおり -　『VOICE』収録
- 川辺妙子 - 『男と女を歌う』収録
- 津々井まり
- 八代亜紀 - 『愛・十二章／おんなの夢』収録
- o's - 『アナタトナラバ』収録
- OHeSo - 1993年に「3つのお願い」と改題し、歌詞の一部も変更したバージョンでカバー。
- 稼木美優 - 『ちあきなおみカバーミニアルバム 歌姫～ちあきなおみに憧れて』収録
- 宇野美香子 - 『宇野美香子 〜昭和ポップスを歌う』収録
- 畑中葉子 - アルバム『GET BACK YOKO!!』（2015年5月11日発売）収録[3]。

### 台湾
いずれもタイトルは「四個願望」
- 優雅 - 『往事只能回味』収録
- テレサ・テン

### 香港
いずれもタイトルは「四個願望」
- アイリーン・チャン
- 葉麗儀 Frances Yip
- 凌雲 Rita Chao
- 江鷺 Kong Lo

### 韓国
- チャン・ウンスク - アルバム『ワン・モア・ベスト Vol.3 覚悟次第』収録